# Wilhelm Roscher

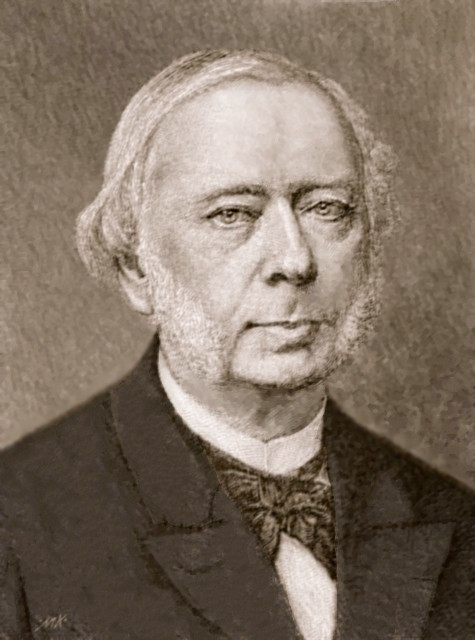
Wilhelm Roscher.

Georg Friedrich Wilhelm Roscher, född 21 oktober 1817 i Hannover, död 4 juni 1894 i Leipzig, var en tysk nationalekonom, far till Wilhelm Heinrich Roscher.
Roscher studerade i Göttingen och Berlin och blev 1844 ordinarie professor i nationalekonomi i Göttingen och 1848 i Leipzig. Själv starkt påverkad av den så kallade historiska skolan inom rättsvetenskapen och även förberedd genom grundliga studier i den klassiska filologin och historiska litteraturen, inledde han på allvar redan genom sitt första rent nationalekonomiska arbete, Grundriss zu Vorlesungen über die Staatswirthschaft nach geschichtlicher Methode (1843), den nya riktning, som i motsats till "den klassiska" (eller "den liberala", "den ortodoxa frihandelsskolan") betecknas som den äldre "historiska" skolan. Roscher var hedersdoktor vid flera tyska och utländska universitet, ledamot av ett stort antal akademier och lärda sällskap i skilda länder (av svenska Vetenskapsakademien 1870). Som föreläsare hade han i Leipzig ofta ett auditorium, uppgående till tre-fyra hundra personer, bland dem även många icke-tyskar.
Roscher uppfattar folket som en organisk helhet, således inte endast som en samling individer; den allmänna hushållningen utvecklar sig med folket och är i denna sin utveckling underkastad "allmänna principer", vilkas uppsökande och formulering är "nationalekonomikens" uppgift. Nationalekonomin blir härigenom främst den ekonomiska historiens och statistikens filosofi. Dess lärdomar med avseende på det praktiska livet har endast relativ giltighet, emedan det ekonomiska livet, som endast är en sida av folkens hela liv, måste gestalta sig olika, allteftersom den allmänna kulturens utveckling fortgår. Lagar och inrättningar, som passar för en tid, blir med tiden föråldrade, och i varje särskilt fall måste hänsyn tas till de bestående förhållandena och det historiska kausalsammanhanget. Av de två vetenskapliga huvudfrågorna: "vad är?" och "vad bör vara?" önskade Roscher besvara endast den förra. Han var därför i sina ekonomisk-politiska uttalanden försiktig och konservativ, men hade likväl blick för tidens berättigade krav. På samma gång som hans arbeten innehåller storartade överblickar av det ekonomiska samhällslivets utvecklingsskeden undersökte och skildrade han de finaste detaljer på hushållningens område. 
Roschers främsta verk är System der Volkswirtschaft (fem band, 1854-94; I 24:e upplagan 1906, II 14:e upplagan 1912; "Jordbrukets och därmed besläktade urproduktioners ekonomi" 1866; III åttonde upplagan 1913, IV femte upplagan 1901, V tredje upplagan 1905). Detta arbete fick mycket stor spridning och i synnerhet de två första banden ansågs som mästerverk. Vid sidan av detta huvudarbete samt tidigare utgivna filologiska och historiska skrifter publicerade han på det nationalekonomiska och politiska området Über Kornhandel und Teuerungspolitik (1847), Die englische Volkswirtschaftslehre im 16.-17. Jahrhundert (1851-52), Kolonien, Kolonialpolitik und Auswanderung (1856), Ansichten der Volkswirtschaft aus dem geschichtlichen Standpunkte (1861, tredje upplagan 1878), samt det monumentala arbetet Geschichte der Nationalökonomik in Deutschland (1874), vidare Politik, geschichtliche Naturlehre der Monarchie, Aristokratie und Demokratie (1892). Utöver dessa skrifter författade han även en mängd artiklar i tidskrifter och samlingsverk. Efter hans död utgavs en samling aforismer av religiöst innehåll, Geistliche Gedanken eines Nationalekonomen (1895).